# تاریخ و تحول نشر
تاریخ و تحول نشر یا تاریخ و تحول نشر: درآمدی به بررسی نشر کتاب در ایران از آغاز تا آستانه انقلاب کتابی به نویسندگی عبدالحسین آذرنگ است که در سال ۱۳۹۵ توسط نشر خانه کتاب ایران به زبان فارسی منشتر شد. این کتاب در زمینه کلیات بوده و در زمستان ۱۳۹۶ در فهرست نامزدهای دریافت جایزه کتاب سال قرار گرفت.
کتاب تاریخ و تحول نشر به عنوان یکی از برگزیدگان سی و پنجمین دوره کتاب سال ایران انتخاب شد.
مراسم سی و پنجمین دوره جایزه کتاب‌سال جمهوری اسلامی ایران و بیست و پنجمین دوره جایزه جهانی کتاب سال با حضور حسن روحانی، رئیس‌جمهوری ایران ۱۸ بهمن ۱۳۹۶ در تالار وحدت برگزار شد.

## دربارهٔ کتاب
کتاب تاریخ و تحول نشر به بررسی تاریخ نشر کتاب در ایران، پس از ورود فناوری چاپ به کشور تا آستانه انقلاب اسلامی می‌پردازد. خانه کتاب با انتشار این اثر می‌کوشد راه را بر پژوهش و بررسی در ناشناخته‌ها، کم‌شناخته‌ها و بدشناخته‌های تاریخ کتاب در ایران بگشاید.